# NGC 7527
NGC 7527 ist eine elliptische Galaxie vom Hubble-Typ E im Sternbild Pegasus am Nordsternhimmel. Sie ist schätzungsweise 365 Millionen Lichtjahre von der Milchstraße entfernt.
Das Objekt wurde am 5. September 1864 vom deutschen Astronomen Albert Marth entdeckt.